# Modrý lotos
Modrý lotos (francouzsky Le Lotus bleu) je pátá kniha z komiksového cyklu Tintinova dobrodružství, které napsal a nakreslil belgický kreslíř Hergé. Poprvé komiks vycházel černobíle na pokračování v belgických novinách Le Vingtième Siècle v příloze pro děti Le Petit Vingtième od srpna 1934 až do října roku 1935. V roce 1936 byl publikován nakladatelstvím Casterman. V Česku vyšel poprvé v roce 2004 v nakladatelství Albatros.
Příběh komiksu pokračuje tam, kde děj předchozího příběhu (Faraonovy doutníky) končí. 
Při tvorbě komiksu Modrý lotosu Hergé projevil důraz na přesnost a dokumentaci zemí orientu. Byl silně ovlivněn svým blízkým přítelem Čang Čong-ženem, který byl čínským studentem studujícím v Belgii a kterýho ho zasvětil do prostředí opravdové Číny a proto Modrý lotos odráží tehdejší prostředí Číny. Kreslíř Hergé mu proto vytvořil v Modrém lotosu menší roli (mnohem významnější roli mu Hergé udělil v albu Tintin v Tibetu).
Komiks satirizuje běžné evropské mylné představy o Číně a také kritizuje činy japonských útočníků. Modrý lotos měl v Belgii komerční úspěch a brzy se objevil ve Francii a ve Švýcarsku. Hergé pokračoval v Tintinových dobrodružstvích dalším komiksem s názvem Ulomené ucho. Roku 1946 byl Modrý lotos částečně překreslen a kolorován kreslířem a jeho týmem asistentů; během tohoto procesu se změnilo množství drobných dějových prvků. 

## Děj
Reportér Tintin, který pobývá v paláci mahárádži z Gaipajamy v Indii, je osloven mužem ze Šanghaje. Muž říká, že přináší naléhavou zprávu od přátel s prosbou o pomoc. V té chvíli však muže zasáhla šipka namočená "jedem šílenství". Jeho poslední slovo, které řekl, bylo Micuhirato, jméno obchodníka ze Šanghaje. Tintin a jeho pes Filuta cestují se proto rozhodnou jet do Šanghaje, aby se setkali s Micuhiratem. Jakmile dorazí, tak je obchodník varuje, že mahárádža je v nebezpečí a že by se měli vrátit, co nejrychleji zpátky do Indie. Tintina se při cestě od Micuhirata pokusí zabít pár záhadných útočníků. Tintin ale útoky přežije. Při zpáteční cestě do Indie je ale unesen a přivezen zpět do Číny. Jeho únosci se představí jako členové tajného společenství s názvem Dračí synové. Členové mají za cíl bojovat proti obchodu s opiem. Jejich vůdce, Wang Žen-ťié, vysvětluje Tintinovi, že Micuhirato je ve skutečnosti japonský špión a pašerák opia a zapojí Tintina do plánu k zastavení Micuhirata. Tintin souhlasí a začne špehovat Micuhirata v Modrého lotosu, což je název opiového doupěte. Micuhirato společně s ostatními muži po chvíli odjíždí pryč. Tintin, který se celou cestu držel kufru automobilu si všimne, že auto po pár kilometrech zastaví. Micuhirato se rozhodne vyhodit do povětří, pomocí dynamitu čínskou železnici. Japonská vláda toho využije jako záminku k invazi do severní Číny a k převzetí Šanghaje pod svou kontrolu.
Tintin je následně Micuhiratem, který ho plánuje otrávit jedem. Jeden z Wangových agentů však vymění jed za barevnou vodu, takže když je Tintin „otráven“ začne předstírat šílenství, aby ho Micuhirato pustil. Micuhirato však podvod později odhalí a přesvědčí japonské vojenské síly, aby vydaly zatykač na Tintinovo zatčení. Mezitím Tintin hledá profesora Fan S'-janga, odborníka na jedy, o kterém doufá, že dokáže vyvinout lék na jed, ale zjistí, že byl unesen. Zkorumpovaný náčelník policie J. M. Dawson zatkne Tintina a předá ho Japoncům, kteří ho odsoudí k smrti. Wang ho však zachrání.
Při cestě do Chu-ku Tintin narazí na povodeň, která zničila jednu vesnici. Přitom zachrání mladého čínského sirotka jménem Čang Čong-žen. Čang doprovází Tintina do Chu-ku, kde je přepadne jeden z Micuhiratových špiónů. Fan se však v Chu-ku nenacházel. Mezitím jsou detektivové Kadlec a Tkadlec zaměstnáni Dawsonem, aby zatkli Tintina, ale několikrát selžou. Po návratu do Šanghaje má Tintin v úmyslu čelit Micuhiratovi a nechá se jím zajmout. Když je Tintin vězněn v Modrém lotosu, zjistí, že Micuhirato je ve spolku s Rastapopulosem, kterého Tintin pronásledoval v Egyptě a Indii. Rastapopoulos prozradí, že je vůdcem mezinárodního gangu pašeráků opia a že byl považován za mrtvého během zmařeného únosu mahárádžova syna.
Tintina nakonec osvobodí Čang a Dračí synové. Rastapopulos je následně zatčen a Micuhirato spáchá seppuku. Tintinova zpráva o Micuhiratových aktivitách vede k obvinění Japonska, které na protest vystupuje ze Společnosti národů. Fan vyvine lék na "jed šílenství", zatímco Wang adoptuje Čanga.
Příběh končí v momentě, kdy Tintin s psem Filutou odjíždějí lodí domů do Evropy.

## Adaptace
Komiks byl použit do epizody televizního seriálu Tintinova dobrodružství z roku 1991 francouzským studiem Ellipse a kanadskou animační společností Nelvana. Postavu Tintina namluvil Thierry Wermuth. V březnu roku 2013 řekl Steven Spielberg, že Modrý lotos by mohl být základem pro třetí Tintinův film v jeho filmové sérii, která začala filmem Tintinova dobrodružství z roku 2011.